# Wilhelm Schäffer (Politiker, 1954)
Wilhelm Schäffer (* 26. Juli 1954 in Aachen) ist ein deutscher politischer Beamter. Von 2010 bis 2017 war er Staatssekretär im Ministerium für Arbeit, Integration und Soziales des Landes Nordrhein-Westfalen.
Schäffer ging in Aachen zur Schule und legte dort 1973 das Abitur ab. Nach dem Grundwehrdienst in Varel kehrte er zunächst nach Aachen zurück und nahm 1974 an der RWTH ein Studium der Wirtschaftswissenschaften auf. Zum Hauptstudium im Fach Volkswirtschaftslehre wechselte er 1976 an die Johannes Gutenberg-Universität Mainz. Nach dem Abschluss 1980 arbeitete er bis 1987 als wissenschaftlicher Mitarbeiter an der RWTH Aachen und promovierte in dieser Zeit.
Von 1987 bis 1988 war Schäffer als Technologieberater in Oberhausen tätig, dann wurde er Abteilungsleiter beim Deutschen Gewerkschaftsbund. 1991 erfolgte der Einstieg in die Verwaltung des Landes Nordrhein-Westfalen: Schäffer wurde Gruppenleiter im Ministerium für Arbeit, Gesundheit und Soziales. Von 1995 bis 2010 leitete er als Ministerialdirigent die Abteilung „Arbeit und Qualifizierung“ im jeweils zuständigen Ressort der Landesregierung.
Am 16. Juli 2010 wurde er von Ministerpräsidentin Hannelore Kraft zum Staatssekretär im Ministerium für Arbeit, Integration und Soziales des Landes Nordrhein-Westfalen ernannt. Nach der Bildung der neuen Landesregierung unter Führung von Armin Laschet schied er am 30. Juni 2017 aus dem Amt. Er ist weiterhin Mitglied in den Aufsichtsräten der Ruhrkohle AG und Thyssen Krupp Steel AG.
Wilhelm Schäffer ist verheiratet und hat einen Sohn.